# チャールズ・ランバート (第3代キャバン伯爵)
第3代キャバン伯爵チャールズ・ランバート（英語: Charles Lambart, 3rd Earl of Cavan、1649年9月7日 – 1702年12月5日）は、アイルランド貴族。

## 生涯
第2代キャバン伯爵リチャード・ランバートと1人目の妻ローズ・ウェア（Rose Ware、1627年1月10日 – 1649年12月29日、ジェームズ・ウェアの娘）の息子として、1649年9月7日に生まれた。
1680年より10年ほど外国に滞在した後、父の死去によりキャバン伯爵の爵位を継承、1692年10月27日にアイルランド貴族院議員に就任した。
1702年12月5日に死去、ダブリンで埋葬された。長男に先立たれたため、次男リチャードが爵位を継承した。

## 家族
1670年、カスティリナ・ギルバート（Castilina Gilbert、1663年頃 – 1743年2月3日、ヘンリー・ギルバートの娘）と結婚、4男をもうけた。
- チャールズ（1689年2月13日埋葬） - 生涯未婚
- リチャード（1666年頃 – 1742年） - 第4代キャバン伯爵
- ヘンリー - ドロシア・ヒッギソン（Dorothea Higgison、トマス・ヒッギソンの娘）と結婚、子供あり。第6代キャバン伯爵リチャード・ランバートの父
- オリヴァー - フランシス・ステュアート（Frances Stewart）と結婚